# 1日
1日（ついたち、いっぴ、いちにち、いちじつ）は、暦上の各月における1日目である。
朔日、朔とも表記し、朔日については「さくじつ」とも読む。「朔」とは新月のことであり、元は旧暦の1日のことを指した。「ついたち」という読みは、新しい月が立つという意味の「月立ち（つきたち）」が変化したものである。「いちにち」「いちじつ」と読む場合は、月の1日目の意味のほか、「月日を特定しないある日」という意味もある。
新暦（グレゴリオ暦）・日本の旧暦における各月の1日については下記を参照。
- 1月1日 - 1月1日 (旧暦)
- 2月1日 - 2月1日 (旧暦)
- 3月1日 - 3月1日 (旧暦)
- 4月1日 - 4月1日 (旧暦)
- 5月1日 - 5月1日 (旧暦)
- 6月1日 - 6月1日 (旧暦)
- 7月1日 - 7月1日 (旧暦)
- 8月1日 - 8月1日 (旧暦)
- 9月1日 - 9月1日 (旧暦)
- 10月1日 - 10月1日 (旧暦)
- 11月1日 - 11月1日 (旧暦)
- 12月1日 - 12月1日 (旧暦)

## 記念日・年中行事
- 一六日（ 日本） ※1か6のつく日
- 水天の縁日（ 日本）※毎月1日・5日・15日
- 妙見の縁日（ 日本）※1日・15日
- 省エネルギーの日（ 日本）
省資源省エネルギー対策推進会議が1980年から実施。「地球の化石資源節約の為にエネルギーを大切に使って節約しよう」と、区切りの良い1日を記念日とした。
- 映画サービスデー（ 日本）
- 安全衛生総点検日（ 日本）
- あずきの日（ 日本）
井村屋グループが制定。かつて、毎月1日と15日に小豆ご飯を食べる習慣があったことから。